# Astracantha breviflora
Astracantha breviflora là một loài thực vật có hoa trong họ Đậu. Loài này được (DC.) Podl. miêu tả khoa học đầu tiên năm 1993.